# Campionatul European de Cros din 1997
A 4-a ediție a Campionatului European de Cros s-a desfășurat pe 14 decembrie 1997 la Oeiras, Portugalia. Pentru prima dată au fost introduse curse de juniori (sub 20 de ani) în programul oficial. Au participat 253 de sportivi din 26 de țări.

## Rezultate

### Masculin
| Loc   | Sportiv            | Timp  |
| ----- | ------------------ | ----- |
|       | Carsten Jørgensen  | 27:19 |
|       | Claes Nyberg       | 27:20 |
|       | Serghei Lebid      | 27:23 |
| 4     | Mustapha Essaïd    | 27:30 |
| 5     | Alfredo Bras       | 27:32 |
| 6     | José Manuel García | 27:33 |
| 7     | Julio Rey          | 27:33 |
| 8     | Domingos Castro    | 27:37 |
| 9     | José Regalo        | 27:38 |
| 10    | Umberto Pusterla   | 27:42 |
| [...] |                    |       |
| 65    | Nicolae Negru      | 29:55 |

| Loc | Țară | Puncte                  |
| --- | --- | ----------------------- |
|     | Portugalia Alfredo Brás Domingos Castro José Regalo Alberto Maravilha João Junqueira Vítor Almeida        | 34 5 8 9 12 (22) (29)   |
|     | Franța Mustapha Essaïd Bertrand Frechand Yann Millon Abdellah Béhar Mohamed Ezzher Jean-Pierre Lautredoux | 46 4 11 13 18 (46) (28) |
|     | Spania José Manuel García Julio Rey Isaac Viciosa Víctor López Francisco Guerra José Manuel Martínez      | 56 6 7 20 23 (34) (NT)  |
| 4   | Italia Umberto Pusterla Gabriele de Nard Giuliano Battocletti Vincenzo Modica Eugenio Frangi              | 74 10 14 19 31 (55)     |
| 5   | Danemarca · Carsten Jörgensen · Klaus Peter Hansen · Kaare Sörensen · Dennis Jensen · Brian Jensen        | 114 1 24 41 48 (60)     |
| 6   | Regatul Unit Dominic Bannister Christopher Robinson Dermot Donnelly Christian Stephenson Andrew Pearson   | 117 17 25 36 39 (45)    |

### Feminin
| Loc   | Sportivă          | Timp  |
| ----- | ----------------- | ----- |
|       | Joalsiae Llado    | 17:20 |
|       | Elena Fidatov     | 17:33 |
|       | Olivera Jevtić    | 17:37 |
| 4     | Annemari Sandell  | 17:39 |
| 5     | Mariana Chirilă   | 18:10 |
| 6     | Helena Sampaio    | 18:14 |
| 7     | Yanna Belkacem    | 18:15 |
| 8     | Ana Isabel Alonso | 18:15 |
| 9     | Sabrina Varrone   | 18:19 |
| 10    | Melanie Kraus     | 18:20 |
| [...] |                   |       |
| 15    | Stela Olteanu     | 18:31 |
| 27    | Elena Buhăianu    | 18:48 |
| 46    | Maria Ungureanu   | 19:36 |

| Loc | Țară                                                                                         | Puncte              |
| --- | -------------------------------------------------------------------------------------------- | ------------------- |
|     | Franța Joalsiae Llado Yanna Belkacem Fatima Yvelain Nathalie Tejera Daniela Nagel            | 21 1 7 13 (18) (33) |
|     | România · Elena Fidatov · Mariana Chirilă · Stela Olteanu · Elena Buhăianu · Maria Ungureanu | 22 2 5 15 (27) (46) |
|     | Spania Ana Isabel Alonso Julia Vaquero Jacqueline Martín Marisa Martínez                     | 46 8 17 21 (24)     |
| 4   | Portugalia Helena Sampaio Ana Correia Teresa Nunes Rosa Oliveira                             | 48 6 19 23 (37)     |
| 5   | Italia Sabrina Varrone Flavia Gaviglio Patriza Ragno Paola Testa                             | 57 9 20 28 (52)     |
| 6   | Regatul Unit Vicky Macpherson Lucy Wright Elizabeth Talbot Mara Myers                        | 57 11 16 30 (38)    |

### Juniori
| Loc   | Sportiv             | Timp  |
| ----- | ------------------- | ----- |
|       | Gert-Jan Liefers    | 15:45 |
|       | Günther Weidlinger  | 15:50 |
|       | Mustafa Mohamed     | 16:00 |
| 4     | Juan Carlos Higuero | 16:02 |
| 5     | Sam Haughian        | 16:10 |
| 6     | Juan Jose Lozano    | 16:19 |
| 7     | Gareth Turnbull     | 16:24 |
| 8     | Stefano Moro        | 16:30 |
| 9     | Miguel Angel Pinto  | 16:37 |
| 10    | Mircea Bota         | 16:38 |
| [...] |                     |       |
| 15    | Călin Macra         | 16:48 |
| 23    | Monel Sabou         | 17:03 |

| Loc | Țară                                                                                       | Puncte               |
| --- | ------------------------------------------------------------------------------------------ | -------------------- |
|     | Spania Juan Carlos Higuero Juan José Lozano Miguel Angel Pinto Roberto Castro Adría García | 19 4 6 9 (39) (54)   |
|     | Portugalia Manuel Silva Filipe Pedro Manuel Damião Miguel Barros                           | 43 13 14 16 (30)     |
|     | România · Mircea Bota · Călin Macra · Monel Sabou                                          | 48 10 15 23          |
| 4   | Italia Stefano Moro Alberto Mosca Claudio Brandalise Marco Bartoletti Pietro Pelusi        | 55 8 19 28 (34) (51) |
| 5   | Finlanda Jussi Utriainen Jari Matinlauri Turo Inkiläinen                                   | 66 11 18 37          |
| 6   | Regatul Unit Sam Haughian Gavin Thompson Michael East Jason Ward                           | 77 5 29 43 (49)      |

### Junioare
| Loc   | Sportivă            | Timp |
| ----- | ------------------- | ---- |
|       | Sonja Stolić        | 9:09 |
|       | Monica Rosa         | 9:15 |
|       | Judith Heise        | 9:16 |
| 4     | Larissa Kleinmann   | 9:19 |
| 5     | Catherine Lallemand | 9:21 |
| 6     | Sonja Roman         | 9:20 |
| 7     | Manuela Dominguez   | 9:23 |
| 8     | Laura Suffa         | 9:28 |
| 9     | Minna Myllykoski    | 9:28 |
| 10    | Tuula Laitinen      | 9:29 |
| [...] |                     |      |
| 18    | Bianca Cojocar      | 9:40 |

| Loc | Țară                                                                                    | Puncte               |
| --- | --------------------------------------------------------------------------------------- | -------------------- |
|     | Germania Judith Heinze Larissa Kleinmann Laura Suffa Sabrina Mockenhaupt Anja Carlsohn  | 15 3 4 8 (22) (38)   |
|     | Serbia și Muntenegru Sonja Stolić Mirjana Glišović Marina Munćan Almira Kuci            | 33 1 11 21 (39)      |
|     | Regatul Unit Rebecca Wade Amy Waterlow Louise Kelly Jilly Ingram                        | 43 12 15 16 (30)     |
| 4   | Spania Manuela Dominguez Judith Plá Vanessa Veiga Natalia Rodríguez Marina Damlaimcorft | 49 7 19 23 (31) (36) |
| 5   | Portugalia Mónica Rosa Inês Monteiro Madalena Carriço Nédia Semedo Clarisse Cruz        | 53 2 25 26 (28) (37) |
| 6   | Finlanda Minna Myllykoski Tuula Laitinen Irina Koistinen                                | 59 9 10 40           |

## Clasament pe medalii
| Loc   | Țară                 | Aur | Argint | Bronz | Total |
| ----- | -------------------- | --- | ------ | ----- | ----- |
| 1     | Franța               | 2   | 1      | 0     | 3     |
| 2     | Portugalia           | 1   | 2      | 0     | 3     |
| 3     | Serbia și Muntenegru | 1   | 1      | 1     | 3     |
| 4     | Spania               | 1   | 0      | 2     | 3     |
| 5     | Germania             | 1   | 0      | 1     | 2     |
| 6     | Danemarca            | 1   | 0      | 0     | 1     |
| 6     | Țările de Jos        | 1   | 0      | 0     | 1     |
| 8     | România              | 0   | 2      | 1     | 3     |
| 9     | Suedia               | 0   | 1      | 1     | 2     |
| 10    | Austria              | 0   | 1      | 0     | 1     |
| 11    | Regatul Unit         | 0   | 0      | 1     | 1     |
| 12    | Ucraina              | 0   | 0      | 1     | 1     |
| Total | Total                | 8   | 8      | 8     | 24    |